# Мдивани, Изабель
Изабель (Русудан Захарьевна) Мдивани (1905—1938) — художник и скульптор.

## Биография

### Семья
Родилась 7 июля 1905 года в Тифлисе. Была дочерью полковника Захария Мдивани и Елизаветы Викторовны Соболевской, одной из пятерых их детей. Её братья Алексей, Сергей и Давид, называя себя «князьями», были более известны как Marrying Mdivanis — группа брачных аферистов, женившихся на богатых наследницах.

### Личная жизнь
Ученица Хосе Серта с 1925 года. В 1928 году вышла за него замуж. При этом с ними продолжала жить предыдущая жена Серта Мися.

### Смерть
Умерла в 1938 году от туберкулёза.